# Bohemian Rhapsody (film)
Bohemian Rhapsody er en biografisk film fra 2018 om det britiske rockband Queen. Filmen har fokus på forsanger Freddie Mercurys liv indtil Queens optræden på Live Aid koncerten på Wembley Stadium den 13. juli 1985, seks år før han døde. Filmens titel er hentet fra sangen Bohemian Rhapsody, der blev lanceret i 1975.

## Medvirkende
- Rami Malek som Freddie Mercury
- Joseph Mazzello som John Deacon
- Mike Myers som Ray Foster
- Lucy Boynton som Mary Austin
- Aidan Gillen som John Reid
- Ben Hardy som Roger Taylor
- Tom Hollander som Jim Beach
- Allen Leech som Paul Prenter
- Gwilym Lee som Brian May
- Aaron McCusker som Jim Hutton
- Adam Rauf som Ung Freddie Mercury, aka Farrokh Bulsara
- Dermot Murphy som Bob Geldof
- Meneka Das som Jer Bulsara
- Ace Bhatti som Bomi Bulsara